# Альфонсо Мария Бурбон-Сицилийский
Альфонсо Мария Бурбон-Сицилийский (итал. Alfonso Maria di Borbone-Due Sicilie), или Альфонсо Мария Лео Кристино Бурбон-Сицилийский (итал. Alfonso Maria Leo Cristino  Borbone-Due Sicilie; 30 ноября 1901, Мадрид, Испания — 3 февраля 1964, там же) — глава Бурбон-Сицилийского дома, наследный принц Королевства обеих Сицилий (испанская линия), герцог Калабрийский; в супружестве — инфант Испанский и принц Астурийский.

## Биография
Альфонсо Мария Бурбон-Сицилийский родился 30 ноября 1901 года в Мадриде. Он был сыном принца Карло Танкреди Бурбон-Сицилийского и инфанты Марии де лас Мерседес Испанской, принцессы Астурийской. До рождения кузена, инфанта Альфонсо Испанского, сына короля Альфонсо XIII и Виктории Евгении Баттенбергской, Альфонсо Мария Бурбон-Сицилийский был одним из главных претендентов на трон Испании.
В 1960 году, после смерти дяди, наследного принца Фердинандо Пио Бурбон-Сицилийского, он, вопреки Каннскому акту, в котором его отец во время заключения брака отказался от прав на престол Королевства обеих Сицилий, объявил себя главой Бурбон-Сицилийского дома. Таким образом дом Сицилийских Бурбонов оказался разделён на две ветви: испанскую, во главе с Альфонсо Мария Бурбон-Сицилийским и итальянскую, во главе с его дядей Раньери Бурбон-Сицилийским.
Альфонсо Мария Бурбон-Сицилийский умер 3 февраля 1964 года в Мадриде, в Испании.

## Брак и дети
Он женился на принцессе Алисе Бурбон-Пармской, дочери принца Элии Бурбон-Пармского, титулярного герцога Пармы и Пьяченцы.
В семье родились трое детей.
- Мария Тереса Бурбон-Сицилийская (род. 1937), герцогиня Салернская и инфанта Испанская. 16 апреля 1961 г. в Мадриде, Испания, вышла замуж за Иньиго Морено и Артегу, 12-го маркиза де Лаула, сына дона Франсиско де Асис Морено-и-Эррера, 7-го графа Лос-Андского, и доньи Марии Терезы де Артеага-и-Фальгера, 12-й маркизы де ла Элиседа, в браке родилось 7 детей:
  - Родриго Морено и де Бурбон (род. 1 февраля 1962 г.)
  - Алисия Морено и де Бурбон (род. 6 июня 1964 г.)
  - Альфонсо Морено и де Бурбон (род. 19 октября 1965 г.)
  - Беатрис Морено и де Бурбон (род. 10 мая 1967 г.)
  - Фернандо Морено и де Бурбон (род. 8 июля 1969 г.)
  - Клара Морено и де Бурбон (род. 14 июня 1971 г.)
  - Делия Морено и де Бурбон (род. 30 августа 1972 г.)
- Карлос Бурбон-Сицилийский (1938—2015), герцог Калабрийский и инфант Испанский. В 1965 году заключил брак с Её Королевским Высочеством Принцессой Анной Орлеанской (1938 г. р.), дочерью принца Генриха Орлеанского, графа Парижского и принцессы Бразильской Изабеллы, принцессы Орлеан и Браганса. Первая встреча будущих супругов состоялась в 1962 году в Афинах, на торжествах по случаю бракосочетания Принца Испании Хуана Карлоса и Софии Греческой и Датской. У супругов пять детей:
  - Её Королевское Высочество Кристина, принцесса Обеих Сицилий (род. 16 марта 1966 года), 2 детей
  - Её Королевское Высочество Мария[англ.], принцесса Обеих Сицилий (род. 5 апреля 1967 года), 5 детей
  - Его Королевское Высочество Педро, герцог де Ното (род. 16 октября 1968 года. 30 марта 2001 года принц Педро женился на Софии Ландалусе и Мальгареха (род. 23 ноября 1973 года),правнучке 5-го герцога де Сан Фернандо де Кирога, гранда Испании, 7 детей
  - Её Королевское Высочество Агнесса, принцесса Обеих Сицилий (род. 20 апреля 1971 года)
  - Её Королевское Высочество Виктория, принцесса Обеих Сицилий (род. 24 мая 1976 года), вышла замуж за Маркоса Намикоса, 4 детей
- Инеса Мария Бурбон-Сицилийская (род. 1940), герцогиня Сиракузская и инфанта Испанская. 21 января 1965 года в Мадриде, Испания, вышла замуж за Дона Луиса де Моралеса и Агуадо, сына Мануэля Моралеса и Марии дель Кармен Агуадо, в браке родилось 5 детей: 
  - Изабель Ана Мария де Моралес и де Бурбон (род. 10 апреля 1966 г.)
  - Эухения де Моралес и де Бурбон (род. 14 декабря 1967 г.)
  - Соня де Моралес и де Бурбон (род. 9 декабря 1969 г.)
  - Мануэль де Моралес и де Бурбон (род. 16 декабря 1971 г.)
  - Менсия де Моралес и Бурбон (род. 1977)